# Vesna Pusić
Vesna Pusić (ur. 25 marca 1953 w Zagrzebiu) – chorwacka polityk, filozof i socjolog, nauczyciel akademicki, przewodnicząca Chorwackiej Partii Ludowej – Liberalnych Demokratów (HNS), kandydatka w wyborach prezydenckich w 2009. Od 2011 do 2016 minister spraw zagranicznych, od 2012 również wicepremier.

## Życiorys
Jej rodzice pracowali jako profesorowie akademiccy. W 1971 ukończyła szkołę średnią. Studiowała następnie filozofię i socjologię na Uniwersytecie w Zagrzebiu. Od 1976 do 1978 pracowała w instytucie socjologii Uniwersytetu Lublańskiego, następnie została pracownikiem naukowym Wydziału Filozofii macierzystej uczelni. W 1984 uzyskała stopień naukowy doktora, a cztery lata później objęła stanowisko profesorskie na Uniwersytecie w Zagrzebiu.
W 1978 znalazła się w gronie kilku założycielek pierwszej w Jugosławii organizacji o profilu feministycznym pod nazwą Žena i društvo. W 1990 wzięła udział w zakładaniu Chorwackiej Partii Ludowej, jednak wkrótce wycofała się z działalności politycznej. W 1992 stanęła na czele pozarządowego think tanku zajmującego się badaniami nad demokratyzacją i transformacją. W 1997 powróciła do HNS, w 2000 stanęła na czele tego ugrupowania (do 2008), a w 2005 doprowadziła do zjednoczenia się ludowców z Partią Liberalnych Demokratów. Zajęła się również prowadzeniem wykładów na uczelniach zagranicznych, głównie amerykańskich (w tym na University of Chicago i Cornell University).
W 2000 po raz pierwszy uzyskała mandat posłanki do Zgromadzenia Chorwackiego. Z powodzeniem ubiegała się o reelekcję w 2003 i 2007. Wybierano ją również na wiceprzewodniczącą Partii Europejskich Liberałów, Demokratów i Reformatorów.
W 2009 startowała w wyborach prezydenckich z poparciem HNS-LD. W pierwszej turze głosowania zajęła 5. miejsce wśród 12 kandydatów z wynikiem 7,25%. W wyborach w 2011 ponownie została wybrana do krajowego parlamentu z ramienia zwycięskiej Koalicji Kukuriku.
23 grudnia 2011 objęła urząd ministra spraw zagranicznych w rządzie Zorana Milanovicia. 16 listopada 2012 została dodatkowo wicepremierem. W 2013 powróciła na stanowisko przewodniczącego HNS-LD. W 2015 uzyskała poselską reelekcję. W styczniu 2016 zakończyła pełnienie funkcji rządowych. W kwietniu 2016 nowym liderem ludowców został Ivan Vrdoljak, a Vesna Pusić objęła funkcję honorowej przewodniczącej partii. W przedterminowych wyborach w tym samym roku ponownie uzyskała mandat poselski. W 2017 po wejściu HNS w koalicję z HDZ opuściła swoje ugrupowanie, po czym współtworzyła nową partię pod nazwą Građansko-liberalni savez.